# Surbiton
Surbiton är en ort i Storbritannien.   Den ligger i grevskapet Greater London och riksdelen England, i den södra delen av landet, 18 km sydväst om huvudstaden London, på gränsen med Surrey. Surbiton ligger 40 meter över havet och antalet invånare är 38 158.
Terrängen runt Surbiton är platt.Runt Surbiton är det mycket tätbefolkat, med 3 022 invånare per kvadratkilometer. Närmaste större samhälle är City of London, 19,6 km nordost om Surbiton. Runt Surbiton är det i huvudsak tätbebyggt.